# Takachihoa truciformis
Takachihoa truciformis är en spindelart som först beskrevs av Friedrich Wilhelm Bösenberg och Embrik Strand 1906.  Takachihoa truciformis ingår i släktet Takachihoa och familjen krabbspindlar. Inga underarter finns listade i Catalogue of Life.